# Федотенков Олександр Миколайович
Олександр Миколайович Федотенков (нар. 7 січня 1959, Сєльцо, Брянська область, РРФСР, СРСР) — російський воєначальник. Заступник Головнокомандувача Військово-морським флотом (2013—2018). Командувач Чорноморським флотом ВМФ Росії (червень 2011 — квітень 2013), віце-адмірал (2012).

## Біографія
Народився 7 січня 1959 року у селищі Сєльцо Брянського району Брянської області.
У 1981 році закінчив Чорноморське вище військово-морське училище імені П. С. Нахімова і був направлений для проходження подальшої служби на Північний флот, де послідовно пройшов посади від інженера лабораторії бази озброєння до старшого помічника командира підводного човна.
У 1992 році закінчив Вищі спеціальні офіцерські класи ВМС.
У 1993 році призначений командиром підводного човна «Б-524», в 1997 році — заступником командира 33-ї дивізії підводних човнів Північного флоту.
У 2000 році закінчив Військово-морську академію імені адмірала флоту Радянського Союзу М. Г. Кузнецова.
Із 2000 по 2002 рік — начальник штабу 7-ї дивізії підводних човнів.
Із 2002 по 2005 рік — командир 7-ї дивізії підводних човнів Північного флоту, контрадмірал (12.12.2003).
У 2007 році закінчив Військову академію Генерального штабу Збройних сил Російської Федерації.
Із 2007 по 2009 рік — заступник командувача Кольською флотилією різнорідних сил Північного флоту.
Указом Президента РФ від 8 вересня 2009 року призначений командиром Ленінградської військово-морської бази Балтійського флоту.
Указом Президента РФ від 23 червня 2011 року призначений командувачем Чорноморського флоту.
Указом Президента РФ від 13 грудня 2012 року командувачу Чорноморським флотом контрадміралу Олександру Федотенкову присвоєно військове звання «віце-адмірал».
Указом Президента РФ у квітні 2013 року віце-адмірал Олександр Федотенков призначений заступником Головнокомандувача Військово-морським флотом Російської Федерації. Звільнений з посади і звільнений зі збройних сил після досягнення граничного віку в 2018 році.
Із 2018 року — радник генерального директора Санкт-Петербурзького морського бюро машинобудування по військовому кораблебудуванню.
Одружений, дружина — Ірина Гнусіна. Є син.

## Нагороди
- Орден Мужності,
- Орден «За військові заслуги» (12.02.2016)[5]
- Орден «За службу Батьківщині у Збройних Силах СРСР»,
- Медалі СРСР,
- Медалі РФ.